# Британская консульская почта
Британская консульская почта — почтовая связь, которая учреждалась Великобританией для своих консульств, расположенных в иностранных государствах.

## Общий обзор
Начиная с 1814 года Великобритания организовывала почтовые отделения при консульствах в соответствии с консульскими соглашениями между Великобританией и иностранными государствами. С 1854 года для консульской почты употреблялись почтовые марки Великобритании. Более ранние почтовые отправления помечались специальным круглым штампом с надписью англ. «Оплачено» и изображением короны.
Британские почтовые отделения функционировали, среди многих других, в следующих странах, на островах и территориях, для которых в скобках, где известно, указаны использовавшиеся на британских марках номерные почтовые штемпели:
- в Аргентине (почтовый штемпель B32 для Буэнос-Айреса — редкий),
- Боливии (штемпель C39 для Кобихи),
- Чили (штемпели C30 для Вальпараисо; C36 для Арики в составе Перу; C37 для Кальдеры; C40 для Кокимбо; D65 для Писагуа[англ.], редкий),
- Колумбии (штемпели C56 (или 65) для Картахены; C62 для Санта-Марты; E88 для Колона; F69 для Саванильи[фр.]),
- Панаме (штемпель C35 для Панамы в составе Колумбии),
- на Кубе (штемпели C58 для Гаваны; C88 для Сантьяго-де-Куба),
- в Датской Вест-Индии (штемпель C51 для Сент-Томаса),
- Доминиканской Республике (штемпели C86 для Пуэрто-Плата; C87 для Санто-Доминго),
- Эквадоре (штемпель C41 для Гуаякиля),
- на Гаити (штемпели C59 для Жакмеля; E53 для Порт-о-Пренса),
- в Гваделупе,
- Мексике (штемпель C63 для Тампико),
- Перу (штемпели C42 для Ислая[англ.]; C43 для Пайты; D74 для Писко и островов Чинча; D87 для Икитоса),
- Никарагуа (штемпель C57 для Грейтауна),
- Пуэрто-Рико (штемпели C61 для Сан-Хуанa; F83 для Аройо[англ.]; F84 для Агуадильи; F85 для Маягуэса; F88 для Понсе; 582 для Нагуабо[англ.]),
- Уругвае (штемпель C28 для Монтевидео — редкий),
- Венесуэле (штемпели C60 для Ла-Гуайры; D22 для Сьюдад-Боливара),
- США,
- Испании,
- на Мадейре,
- в Фернандо-По (штемпель 247),
- Аомыне (Макао),
- Египте (штемпели B01 для Александрии; B02 для Суэца),

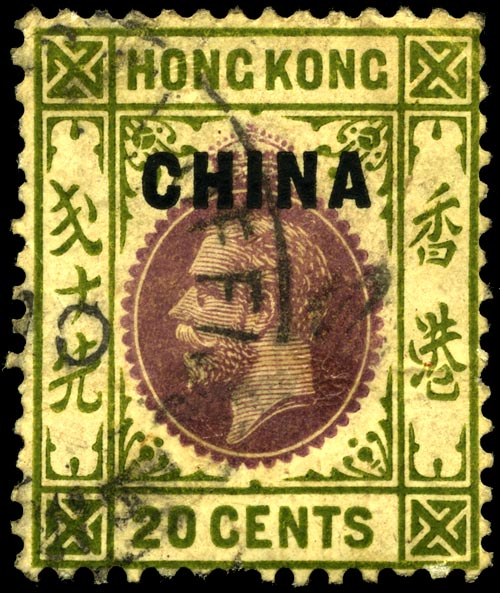
Одна из марок Гонконга с надпечаткой «China» («Китай»), применявшихся для франкирования в британских почтовых отделениях в Китае (1917)

- на Мадагаскаре.➤

## Примеры британской консульской почты

### Китай
Начиная с 1844 года британские почтовые отделения были организованы при консульствах в Гуанчжоу (Кантоне), Шанхае, Фучжоу, Амое, Нинбо и в других городах Китая, для которых позднее выпускались собственные марки.

### Мадагаскар
На территории Мадагаскара британская консульская почта действовала в период с 1884 по 1896 год и эмитировала собственные марки.